# Ikast-Brande
Ikast-Brande is een gemeente in Denemarken. De gemeente is ontstaan op 1 januari 2007 toen de voormalige gemeenten Ikast, Brande en Nørre Snede werden samengevoegd. De gemeente heeft 40.981 inwoners (2017).

## Plaatsen in de gemeente
- Uhre
- Isenvad
- Engesvang
- Pårup
- Gludsted
- Ikast
- Tulstrup
- Bording
- Hampen
- Klovborg
- Ejstrupholm
- Brande
- Nørre Snede
- Blåhøj

Aarhus · Favrskov · Hedensted · Herning · Holstebro · Horsens · Ikast-Brande · Lemvig · Norddjurs · Odder · Randers · Ringkøbing-Skjern · Samsø · Silkeborg · Skanderborg · Skive · Struer · Syddjurs · Viborg